# 豫陕鄂边区
豫陕鄂边区是1947年8月晋冀鲁豫野战军陈赓谢富治兵团挺进豫西后开辟的新解放区。

## 历史
1947年7月27日，中共中央批准组成中共太岳前委（渡黄河南下后称豫陕鄂前委），陈赓任书记、谢富治任副书记。领导晋冀鲁豫野战军陈赓谢富治兵团南渡黄河，开辟豫陕鄂新区。
1947年11月8日，豫陕鄂前委在南召县云阳镇南召店召开前委扩大会议，会议决定在鲁山成立豫陕鄂后方工作委员会（简称豫陕鄂后方工委）和豫陕鄂边区行政公署、豫陕鄂军区。韩钧、裴孟飞担任豫陕鄂后方工委书记和副书记，后方工委成员还有孙定国、宋烈、高芸生。“后委”受豫陕鄂前委领导，主管地方工作。
1947年11月19日在鲁山县西部的下汤镇成立豫陕鄂边区后方司令部、豫陕鄂边区行政公署，高芸生任行署主任，杨少桥任副主任，韩钧、孙定国分别担任豫陕鄂后方司令部司令员和副司令员，裴孟飞任政委。下辖8个地委、8个专署和8个军分区及51个县级人民政权。11月23日，九纵27旅再克鲁山县城，豫陕鄂党政军领导机关先后进驻县城。开办《豫陕鄂日报》。还有在黄河以南、陇海路沿线新开辟的“太岳第五地委、专署、军分区”。
- 豫陕鄂第一地委、专署、分区：1947年9月16日决定成立；9月在陕县五原镇成立。地委书记唐方雷（原太岳四地委副书记兼社会部长）、组织部长宋川/赵致平、宣传部长赵群一，社会部副部长刘必。分区司令员殷义盛（原西北民主联军第三十八军副参谋长）/孙定国（1948年3月）/郭庆祥（1948年7月），副司令员江文英、尤继贤（兼参谋长），副政委杨辉图兼政治部主任（后任张怡春），副参谋长罗梦刚，卫生处长王远成。专员石金河/刘绍南（1948年1月由豫西区委暨行署秘书处长调任），副专员杨辛克。下辖陕县、灵宝县、卢氏县和阌乡县4个县政府。辖第64团。1948年6月，豫陕鄂第一行政督察专员公署改称陕南一专署，下辖卢氏县、灵宝县、阌乡县、栾川县4个县政府。1948年7月，陕南一专署更名为豫西七专署。分区先后组建了独立一团、独立二团。1948年12月1日，豫西军区正式下达命令，原属太岳五分区的五十团、五十一团、22旅64团隶属于豫西七分区（即陕州分区前身），归豫西七分区司令部指挥。1949年1月19日，上级决定将渑池、洛宁两县划归陕州地区管辖，并抽调400名干部加强陕州地区工作。1949年2月，又更名为豫西三专署。下辖卢氏县、灵宝县、阌乡县、陕县、栾川县等5个县政府。1949年3月，豫西三专署改称陕州专员公署，5月隶属河南省人民政府。辖下辖卢氏县、阌乡县、灵宝县、陕县、渑池县、洛宁县和栾川县等7个县政府。5月前后，根据全国形势发展需要，分区五十一团、六十四团相继升级编入野战军（8月初，分区五十团也升级为野战部队）。洛南独立团、洛北独立团合并，以洛宁县人民武装为基础，升级组成陕州军分区独立第九团。以渑池县大队为基础，升级组建陕州军分区独立第八团。
- 豫陕鄂二（商洛）地委、专署、分区：1947年9月16日决定成立；11月15日成立。王力任第2地委书记、军分区政委，孙光任军分区司令员，石金河任第2专员公署副专员，薛兴军担任第2军分区副司令员，以西北民主联军第三十八军教导团的500余名陕南籍干部战士编为陕南独立团，以及原陕南工委领导的游击队为武装。辖丹江以北的商洛地区。1947年10月，国民党陕西省政府成立“西荆地区清剿总指挥部”。[2]1948年4月1日，上级从西北民主联军第三十八军第五十五师第一六三团抽调二个营，编为独立四团，划归第二分区所辖，原陕南独立团改番号为独立五团，仍归第二分区指挥。
- 豫陕鄂三（栾川）地委、专署、分区：1947年10月1日成立，地委书记史向生/薛韬，专员巩丕基，分区司令员李静宜，下辖栾川、嵩县、宜（阳）南、洛（宁）南、伊川、伊阳（今汝阳）等县。二十五旅旅部及七十三团及南下地方干部1000余人于10月16日攻克卢氏县栾川区。1948年6月改为豫西第三分区。
- 豫陕鄂四（郧阳或称鄂陕）地委、专署、分区：1947年11月3日，太岳第12旅从卢氏五里川出发，兵分三路快速西进鄂陕边地区，右路军以36团为主于11月10日攻占山阳；左路以34团为主向鄂西北前进12日夺取漫川关、上津镇，以上津和漫川关为中心设立上关县；中路由第35团部分部队和旅直属队组成，向镇安与山阳之间的米粮川前进。16日第34团解放郧西城，17日第36团攻占镇安县城，19日第36团挥师东进，与旅直机关和第三十五团在米粮川会合。第12旅党委原计划以米粮川为中心建立根据地，但此地村小地少人烟稀，山高路险交通闭塞，部队食宿困难，更不利于领导机关在这里指挥作战，距离四纵队主力和协同作战的第十七师较远，但和胡宗南指挥的整编第65师驻地较近，旅党委决心转移根据地中心，在鄂陕边扎根。11月24日由第12旅在郧西县土门镇组建四地委、专署、军分区。旅政委李耀兼地委书记，副书记祁果。辖丹江以南，设山阳、上关、郧西、镇安、山商、郧阳6个县，控制东西长150余公里、南北长100余公里的广大区域，群众30余万人。[3]11月30日旅直机关和第35团、36团等进入湖北省郧西县黄云铺地区，决定以郧西、郧县和丹（江）南的山阳及商南赵川一带为中心建立根据地。1948年6月，中共中央中原局决定成立中共陕南区委员会，四地委改称中共陕南区第四地委，江震任书记，祁果、李力安先后任副书记，下辖9个县委，在陕西境内的有商山、山阳、白河、镇安、旬阳以及陕鄂边界的上关6个县委。1949年1月改称两郧地委，书记先后为江震、杨锐，副书记为李力安，下辖湖北郧西、郧县、房县、竹山、竹溪、均县和陕西白河7个县。1950年1月，中共两郧地委划归湖北省委领导。
- 豫陕鄂五（临汝）地委、专署、分区：1947年11月中旬成立。地委书记张衍（九纵政治部敌工部长），司令员黄以仁（二十七旅副旅长），副司令员牛子龙，专员刘梅。不久，改由25旅创建五分区，地委书记冷裕光（25旅政委）后来为宋川，司令员蔡爱卿（25旅旅长）后为谢育才，专员刘梅（太行四分区副专员）后为李庆伟，副专员李尧如（禹县民主人士）。辖临汝、宝丰、郏县、禹县、鲁山、襄城等六县。1948年2月，增加了地委副书记张健民与李庆伟。1948年5月改称豫西第二分区。
- 豫陕鄂六（南阳）地委、专署、分区：1947年11月中旬成立于南召县李青店、白土岗、二坪。由第13旅机关一部分人和第39团，组建军分区；从第13旅第37团、第38团各抽调部分干部、战士与旅教导队合组地方工作队。辖南召、南阳北、镇平、内乡、淅川、邓县、西峡、沙南、白河等8县。专员郭思敬。司令员黎锡福（第13旅副旅长），政委李立。在一年多的时间里，先后在毛家寨、周家寨、大榆树等地进行战斗五十多次，消灭了二十余股地方武装四千多人，收缴各种枪支五千余支，帮助建立了六个县人民政府，组建了南召、镇平、内乡、南阳四个独立团及县区几千武装。淮海战役结束，以原第13旅第39团为基础，加上新建立的独立团，再加上第3分区之第164团，分别编为第115团，第116团和第117团，组建了第13军第39师。师长黎锡福。
- 豫陕鄂第七地委、专署、军分区：第十一旅政委胡荣贵率三十三团负责组建。1947年11月中旬成立方城县独树镇。泌（阳）北、西遂、方城、叶县、舞阳、鲁山南、西平、南阳东、郾城等。专员王晓舟。副司令员殷义盛。1948年6月改称豫西二分区。
- 豫陕鄂第八地委、专署、军分区：1948年5月成立于登封县大金店。辖登封、巩县、荥（阳）汜（水）、密县等。专员徐林汉。1948年6月改称豫西四分区。张显扬任司令员，李福祥任政委。

1948年2月8日，毛泽东致电晋冀鲁豫中央局征求成立豫陕鄂分局意见（拟任宋任穷为书记）。2月，宋任穷带大批干部渡黄河南下到豫西，在豫西率部休整的刘邓告诉宋任穷中原局已经向中央报告，暂不成立豫陕鄂分局，宋任穷带的南下干部交中原局安排工作。
1948年3月，从山西太岳区调来大批干部，充实到了县委和县政府的机构之中。
1948年5月在豫西宝丰县成立新的中原局。1948年5月26日，辖9个地委、专署和军分区、54个县级民主政权的豫陕鄂边区一分为二：
- 豫西区党委、豫西行署和豫西军区：在鲁山县建立。辖第3、第5、第6、第7、第8、第9专署与鲁山市。司令员韩钧（因病未到职）/李成芳（代司令员），张玺兼任政治委员，文建武、孔从周任副司令员，刘杰、裴孟飞、雷荣天(兼政治部主任)任副政治委员。区党委书记兼军区政委张玺，第二书记刘杰，副书记裴孟飞兼社会部部长，副书记戴季英兼宣传部部长，赵文甫任组织部部长。李一清任豫西行署主任，高芸生任副主任，孙竹庭任秘书长。1949年2月20日豫西区党委奉命撤销，成立河南省委；区党委机关干部为河南省委的基础，“原班不动，坚守岗位”，迁往开封。
  - 豫西一分区：1948年5月太岳五地委、五专署、五军分区改为豫西一地委、一专署、一分区。1949年2月改为洛阳地委、专属、军分区。1949年冬迁至洛阳。
- 陕南区党委、陕南行署和陕南军区：1948年6月7日在郧县建立。下辖辖第1、第2、第4军分区和第12旅、第17师。司令员刘金轩，政治委员汪锋，副司令员陈先瑞，副政委李耀。1949年3月张邦英任第一书记、第一政委。行政公署主任时逸之。
  - 第二分区：为使丹南、丹北根据地联成一片，1948年8月1日第2分区党政军机关决定率部由西峡县西坪镇出发，南渡丹江，进驻商南县赵川镇，背靠两郧（即第四分区），向西向北发展，建立以赵川为中心的巩固根据地。当时地委、军分区机关设在赵川炮楼，专署机关设在花门楼。到1949年初，随着流岭根据地的建成，在赵川镇的西北部形成了一道坚固的屏障，给分区指挥机关造成了一个安全稳定的工作环境，也标志着以赵川为中心区域的2分区巩固根据地已经形成。1949年1月，根据中原局“今后地委一律以地命命名”的决定，陕南区党委通知第二地委改为中共商洛地委，专署、军分区也随之更名。1949年3月26日商洛地委、商洛军分区决定组织西进战役，集中分区所有部队分3路从赵川出发，围歼竹林关、龙驹寨、夜村等据点之敌，以扫清商县、洛南两县城外围障碍。1949年5月，商洛地委根据形势发展的需要，在赵川建立了商县县委和商县人民政府。7月12日商县县城解放后，13日商洛地委、商洛专署、军分区及商县县委、县政府机关进驻县城办公，使商县城变为人民政权和解放商洛全境的指挥中心。